# Mario Nuzzi

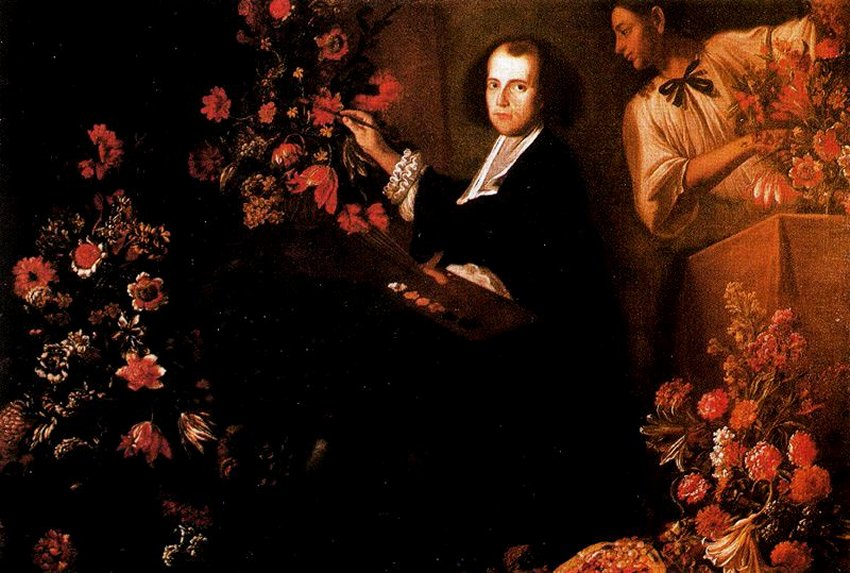
Mario dei Fiori: Selbstporträt (?) beim Blumenmalen, Öl auf Leinwand, 136 × 208,5 cm, Uffizien, Florenz

Mario Nuzzi (* 19. Januar 1603 in Rom, Kirchenstaat; † 14. November 1673 ebenda) war ein italienischer Maler des römischen Barock, der wegen seiner Spezialisierung auf Blumenmalerei auch als Mario de’ Fiori (deutsch: „Blumen-Mario“) berühmt ist.

## Leben
Mario wurde in Rom als zweiter Sohn von Sisto Nuzzi aus Todi und der Faustina Salini geboren; seine Mutter war eine Schwester des Malers Tommaso Salini. 1618 übersiedelte die Familie nach Penna in Teverina, wo sich Vater Sisto, der in Rom als Schreiber („scriptor“) gearbeitet hatte, dem Anbau von Blumen widmete. Dies soll für den jungen Mario die erste Anregung gewesen sein Blumen zu malen – wahrscheinlich zunächst autodidaktisch. Seine Bilder hatten unerwarteten Erfolg, und um 1620 ging er nach Rom und trat in die Werkstatt seines Onkels Salini in der Gemeinde von San Lorenzo in Lucina ein.

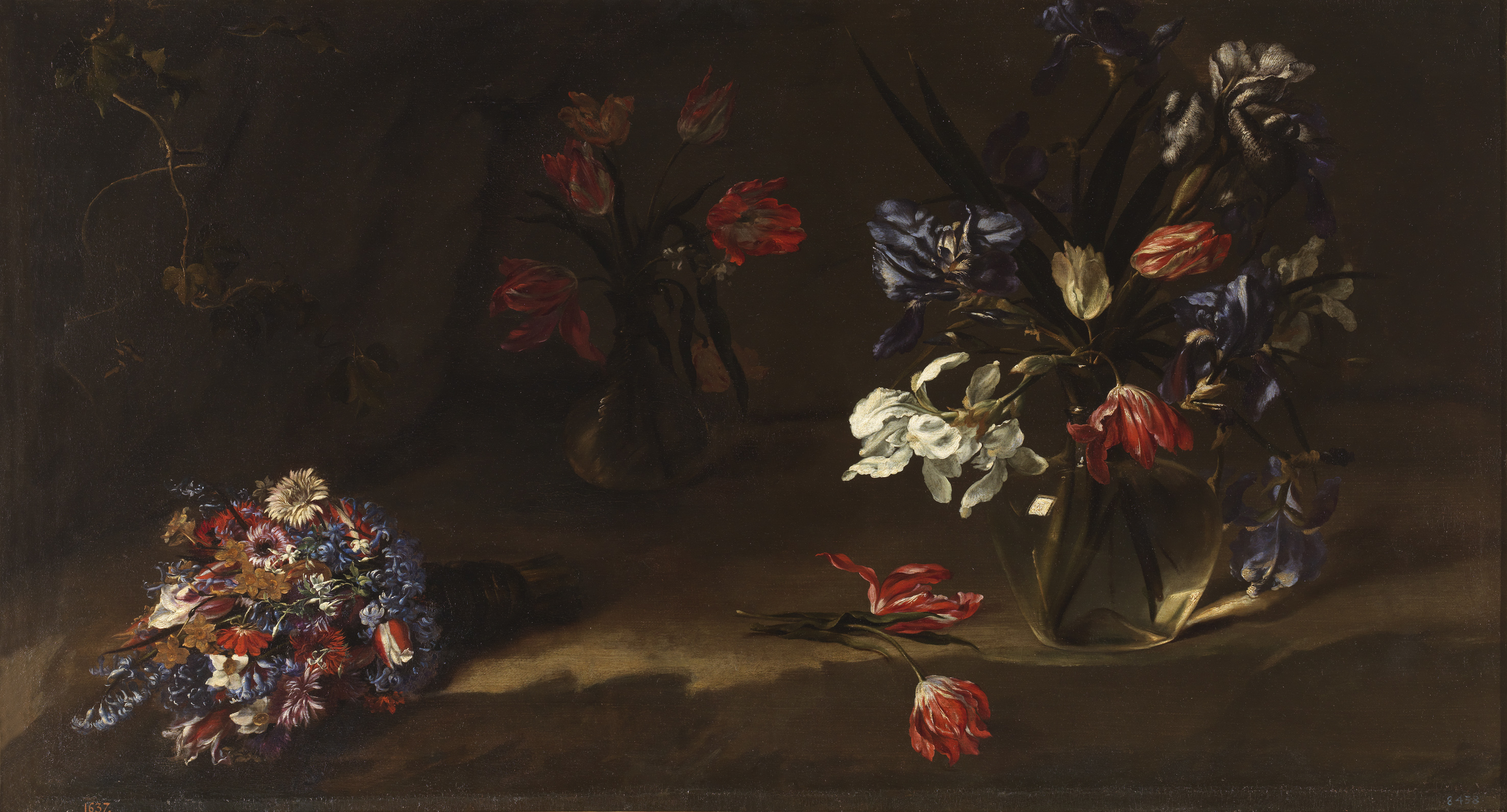
Kleines Blumenbouquet und zwei Glasvasen mit Tulpen und welkenden Iris, 1640–42, Öl auf Leinwand, 83 × 155 cm, einst im Palacio del Buen Retiro, heute: Museo del Prado, Madrid

Mario konnte vom großen Kundenkreis Salinis profitieren, darunter auch Züchter wertvoller botanischer Raritäten, die Mario „porträtierte“. Nach dem Tode seines Onkels im Jahr 1625 malte Mario dessen unvollendete Gemälde zu Ende, beispielsweise vier achteckige Leinwände, die heutzutage auf dem Antiquitätenmarkt kursieren.
Mario Nuzzi war zweimal verheiratet, in erster Ehe (mindestens ab 1628) mit Ortensia de Curtis (gestorben 1647), und ab 1650 mit Susanna Passeri.
Er hatte Verbindungen zu dem naturkundlich interessierten Gelehrten Cassiano dal Pozzo und der Accademia dei Lincei, sowie zum Hof der römischen Adelsfamilie Barberini, und lernte über die Barberini auch Künstler wie Jacopo Ligozzi, die Blumenmalerin Anna Maria Vaiana und den Flamen Daniel Seghers kennen, welch letzterer von 1625 bis 1627 in Rom lebte. Im Auftrag Kardinal Francesco Barberinis wirkte Mario an den Illustrationen zu Giovanni Battista Ferraris botanischem Buch De florum cultura (Rom, 1633) mit. Für die Barberini malte er neben kleinen Blumenbildern auch verschiedene Porträts, unter anderem von Giulio Rospigliosi, dem zukünftigen Papst Clemens IX., der ebenfalls einer seiner Mäzene war und zwischen 1637 und 1643 mindestens sieben Gemälde bei ihm bestellte.
1644 lernte Mario den gerade frisch zum Kardinal gekürten Giovan Carlo de’ Medici kennen, der ein leidenschaftlicher Liebhaber der Botanik war und für den der Maler zahlreiche Werke schuf, ebenso wie für andere Mitglieder der Familie Medici: den Fürsten Ferdinando, Leopoldo, den Kardinal Francesco Maria und für Vittoria Della Rovere. Dadurch gelangten Werke des mittlerweile weithin als Mario de’ Fiori bekannten Künstlers und der typische barocke Stil seiner Blumenstillleben auch in die Toskana und beeinflussten die dortigen Maler Bartolomeo Ligozzi, Bartolomeo Bimbi, Andrea Scacciati und Giovanni Stanchi.

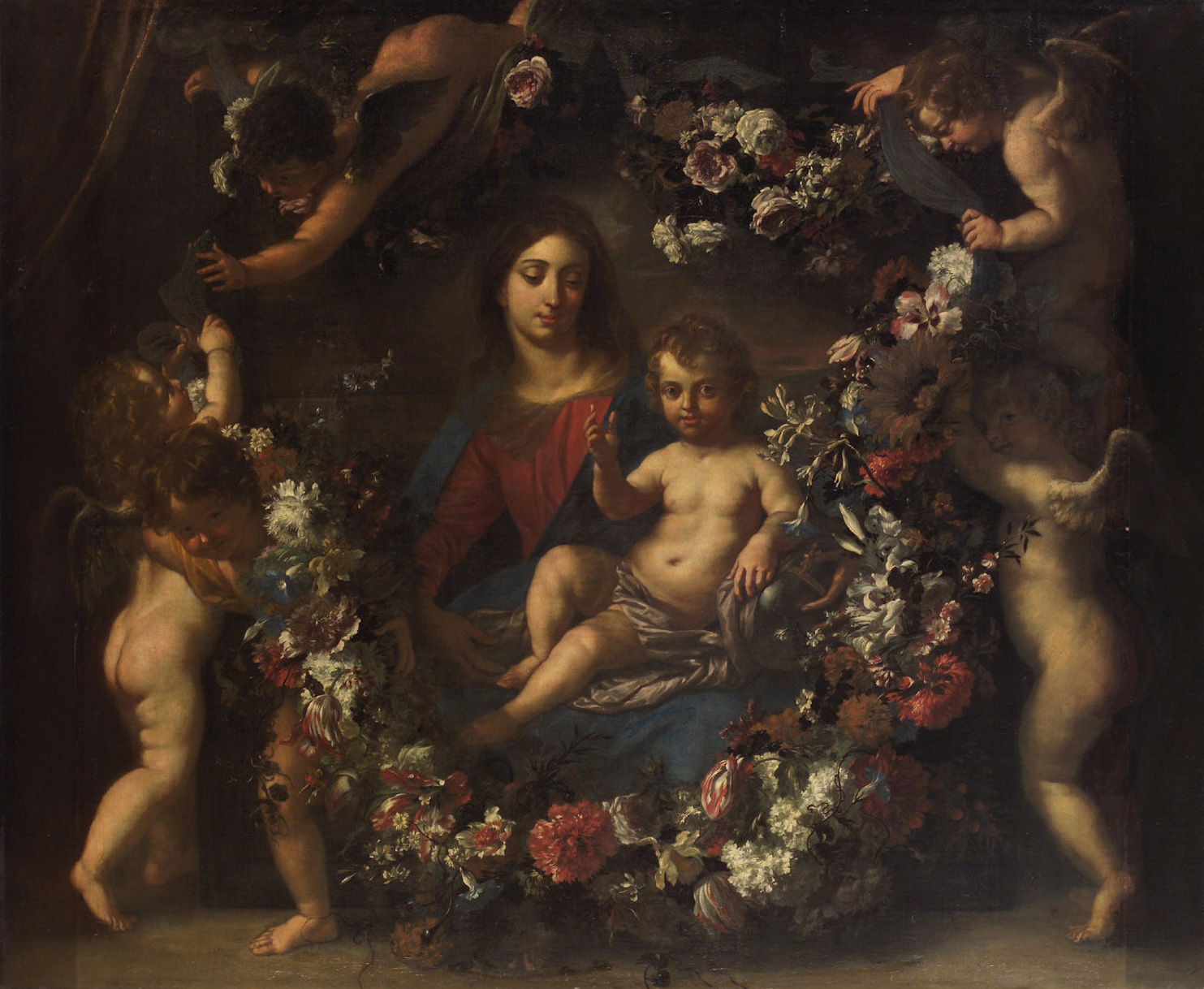
Jan van den Hoecke (Figuren) und Mario de’ Fiori (Blumen): Madonna mit Kind in einer Blumengirlande, um 1635–37, Öl auf Leinwand, 162 × 200 cm (rechts um 14 cm, links um 18 cm angestückt), Kunsthistorisches Museum, Wien

Am 7. Januar 1646 wurde er auf Vorschlag des Flamen Jan van den Hoecke, einem Schüler von Rubens und Van Dyck, Mitglied der Virtuosi al Pantheon, und im August 1657 wurde er in die Accademia di San Luca aufgenommen, mit der er schon über zwanzig Jahre lang als „einfaches Mitglied“ in Verbindung gestanden hatte.
Zu seinen Kunden gehörten außerdem Don Mario Theodoli und dessen Bruder, der Marquis Alfonso, in deren Auftrag Nuzzi einige Blumenbouquets für die französische Königin Anna von Österreich malte, die ihr 1646 als Geschenk überreicht wurden und den Maler über die Grenzen Italiens hinaus bekannt machten. Vom spanischen Königshof erhielt er um 1650 den Auftrag für fünf Supraporten, die bis 1700 im Königlichen Palast des Buen Retiro in Madrid nachweisbar sind, aber später über verschiedene Sammlungen zerstreut wurden (Prado, Madrid; Palacio de Pedralbes, Barcelona; Spanische Botschaft beim Vatikan, Rom). Diese gehören zu den bestdokumentierten und fantasievollsten Schöpfungen Nuzzis, mit völlig verschiedenen Kompositionen: Bei einem Bild bezieht er auch eine Violine und eine Eichhörnchen mit ein, bei einem anderen ein Bund Zwiebeln, ein drittes stellt eine umgekippte Silbervase auf blauem Samt dar. Er malte außerdem mindestens zwei von vier Girlandenbildern für das Kloster San Lorenzo de El Escorial, von denen nur Jakobs Traum signiert und mit 1650 datiert ist.

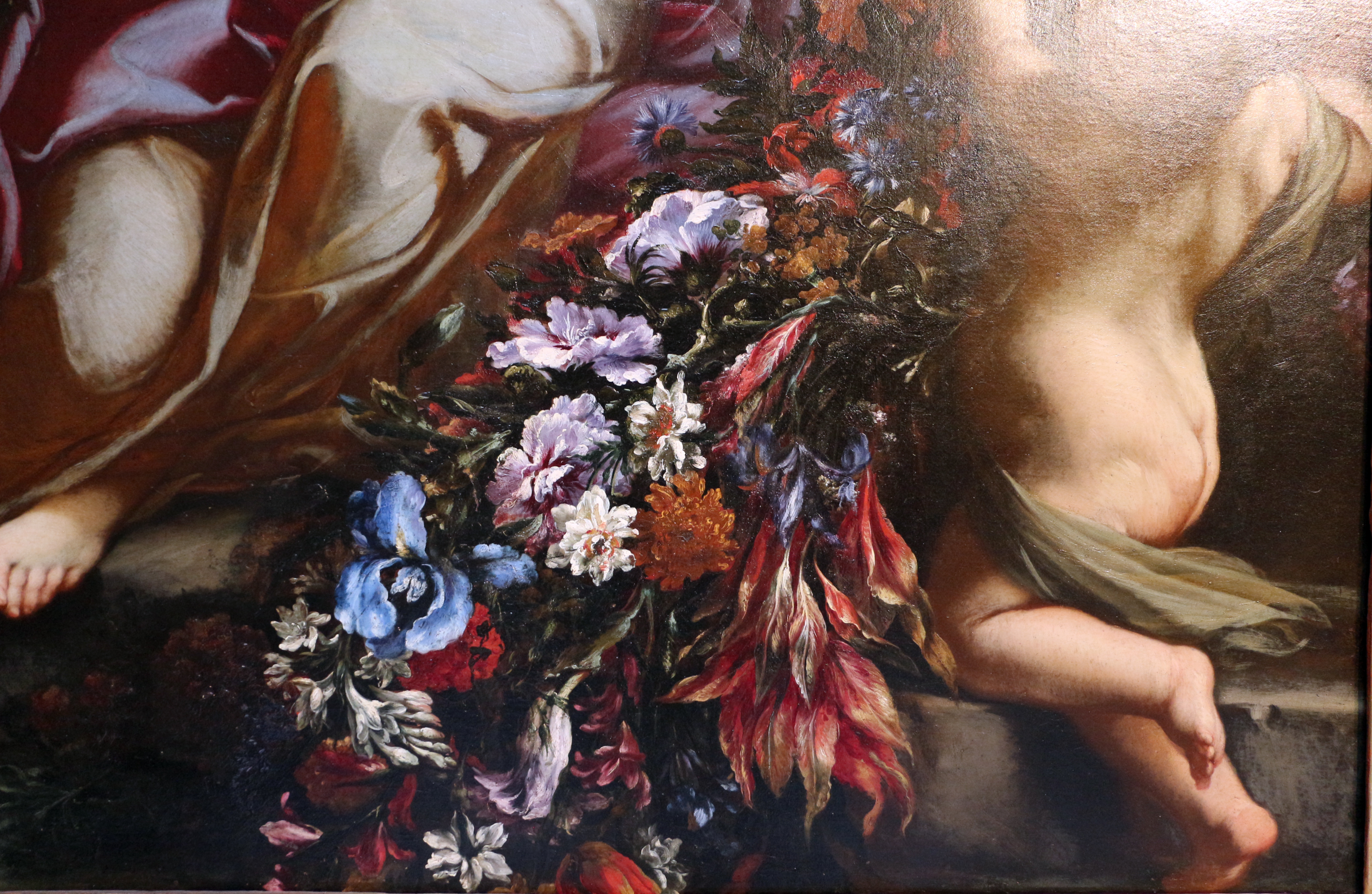
Detail aus: Allegorie des Sommers, 1658–59, Öl auf Spiegel, 150 × 250 cm, Palazzo Chigi, Ariccia (zusammen mit Carlo Maratta)

Für Kardinal Flavio Chigi, der insgesamt 24 Werke von Mario de’ Fiori besaß, schuf der Maler 1658–59 die Serie der auf Spiegel gemalten Vier Jahreszeiten, gemeinsam mit vier anderen Malern, welche die Figuren beisteuerten: Filippo Lauri (Frühling), Carlo Maratta (Sommer), Giacinto Brandi (Herbst) und Bernardino Mei (Winter). Die Figuren wurden dabei zuerst gemalt und dann von Nuzzi mit „triumphalen“ Blumenarrangements umgeben. In dem Zusammenhang entstand auch ein von Giovanni Maria Morandi gemaltes Porträt von Mario de’Fiori beim Malen. Alle genannten Bilder befinden sich im Palazzo Chigi in Ariccia.
Etwa zur selben Zeit entstanden acht gemalte Vasen für den Marchese Mansi aus Lucca, die um 2000 im Antiquitätenhandel auftauchten.
Eine Gemeinschaftsarbeit mit Maratta waren auch die um 1660 auf riesige Spiegel gemalten luxuriösen Blumenarrangements für die Galerie des Palazzo Colonna; Maratta malte dazu die spielenden Putti.
Eine Reihe von Werken und Zeichnungen von Mario Nuzzi wurden als Kupferstiche veröffentlicht, unter anderem in der 1680 veröffentlichten Sammlung Fiori diversi cavati dalle pitture di Mario de’ Fiori dedicati all’Ill.mo Sig. Abate Talpa (Giovanni Marco Paluzzi, Rom, 1680).
Er starb am 14. November 1673 in seinem Haus in der Via Belsiana in Rom.

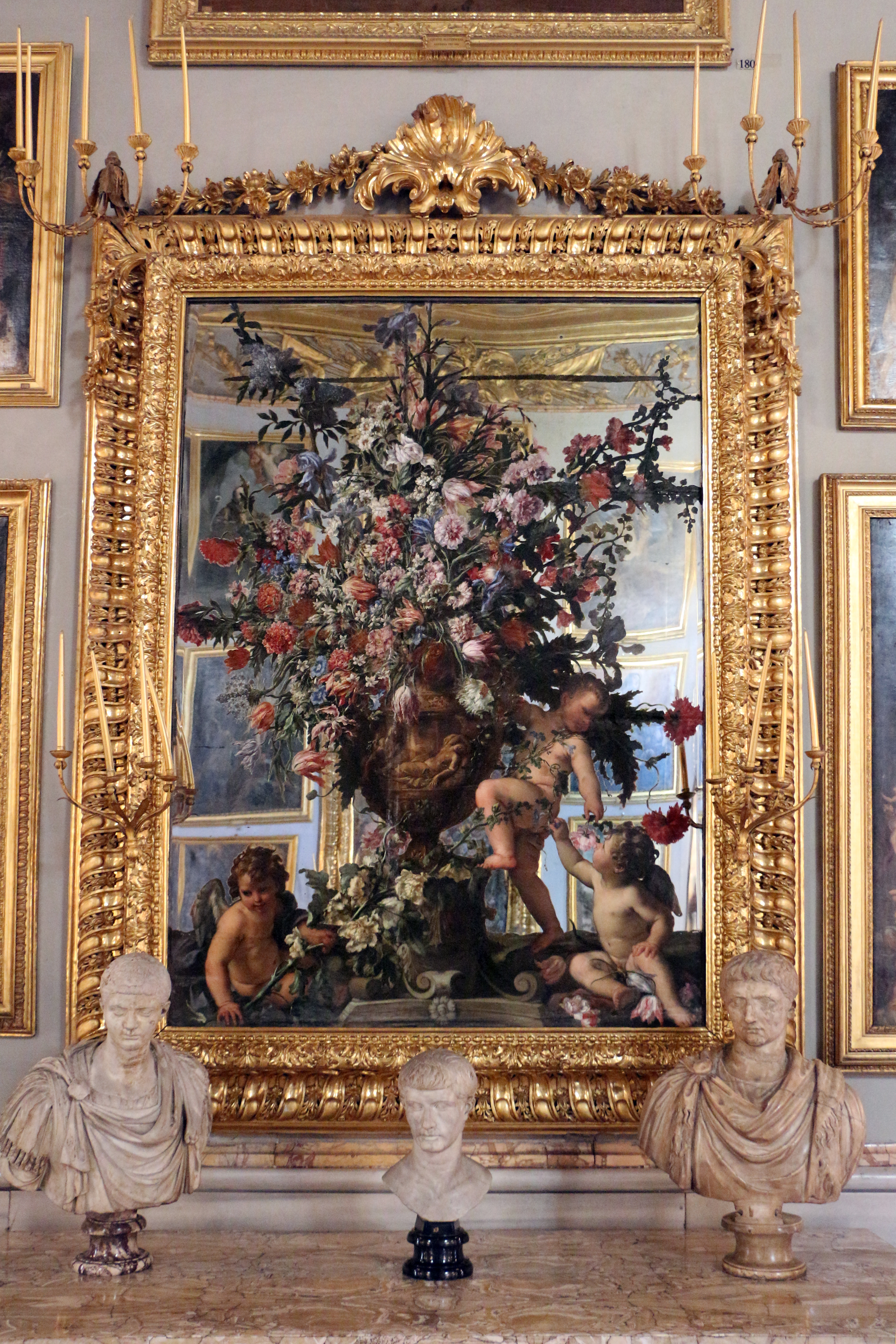
Mario de’ Fiori (Blumen) und Carlo Maratta (Figuren): Bemalter Spiegel mit Blumenvase und Putti, um 1660, 240 × 166 cm, Galerie des Palazzo Colonna, Rom

## Stil und Würdigung
Mario de’ Fiori gilt als einer der bedeutendsten Stilllebenmaler im Rom des Seicento. Er begann zunächst in einem relativ botanisch und realistisch ausgerichteten, oft als „caravaggesk“ bezeichneten, Stil vor dunklen Hintergründen und entwickelte sich dann zum Protagonisten eines hochbarocken und malerischen Stils von dekorativer Wirkung und üppiger Pracht. Die Bandbreite reicht dabei von der Darstellung eher kleiner Blumensträuße in oft antiken oder antikisierenden reliefierten Vasen bis zu großen, ja riesigen Dekorationen auf Spiegel. Verschiedentlich arbeitete er zusammen mit Figurenmalern, nicht zuletzt auch bei einigen Girlandenbildern mit Madonnen, religiösen oder mythologischen Szenen. Farblich dominieren in seinem Werk Rot-, Weiß- und gedeckte Grüntöne, meist mit etwas Blau und Purpur; Gelb verwendete er für einen Blumenmaler auffällig wenig und wenn dann oft in gebrochenen, dezenten, zum Goldigen tendierenden Tönen – beispielsweise auf einigen der im Prado verwahrten und dokumentarisch als eigene Werke gesicherten Blumenbilder. Die Blumen sind meist auf dem Höhepunkt ihrer Blüte oder sogar kurz vor dem Verwelken dargestellt, was zuweilen einen etwas morbiden Effekt hat – ein seinerzeit weit verbreiteter Vanitas-Hintergedanke ist dabei nicht auszuschließen.
Er hatte mit seinem Kompositionen großen Erfolg und weitreichenden Einfluss, obwohl der zeitweise in Rom wirkende Abraham Brueghel in einem Brief an den Fürsten Ruffo 1671 meinte, dass Marios Technik zu wünschen übrig ließe und seine Gemälde schnell „schwarz werden und ihre Frische und ihren Wert verlieren“ würden.
Im Werkkatalog von Mario Nuzzi gibt es einige Zuschreibungsprobleme aufgrund seiner vielen Nachahmer und oben genannten Nachfolger, unter denen sich auch sein Sohn Giulio Antonio Domenico Nuzzi befand. Stilistische Ähnlichkeiten gibt es beispielsweise mit Francesco Mantovano, dessen Werke teilweise Nuzzi zugeschrieben wurden. Sein Einfluss reichte weit über Italien hinaus und wirkte insbesondere auch auf spanische Maler wie Juan de Arellano und Bartolomé Pérez, oder auf den Flamen Jan Fyt.

## Bildergalerie

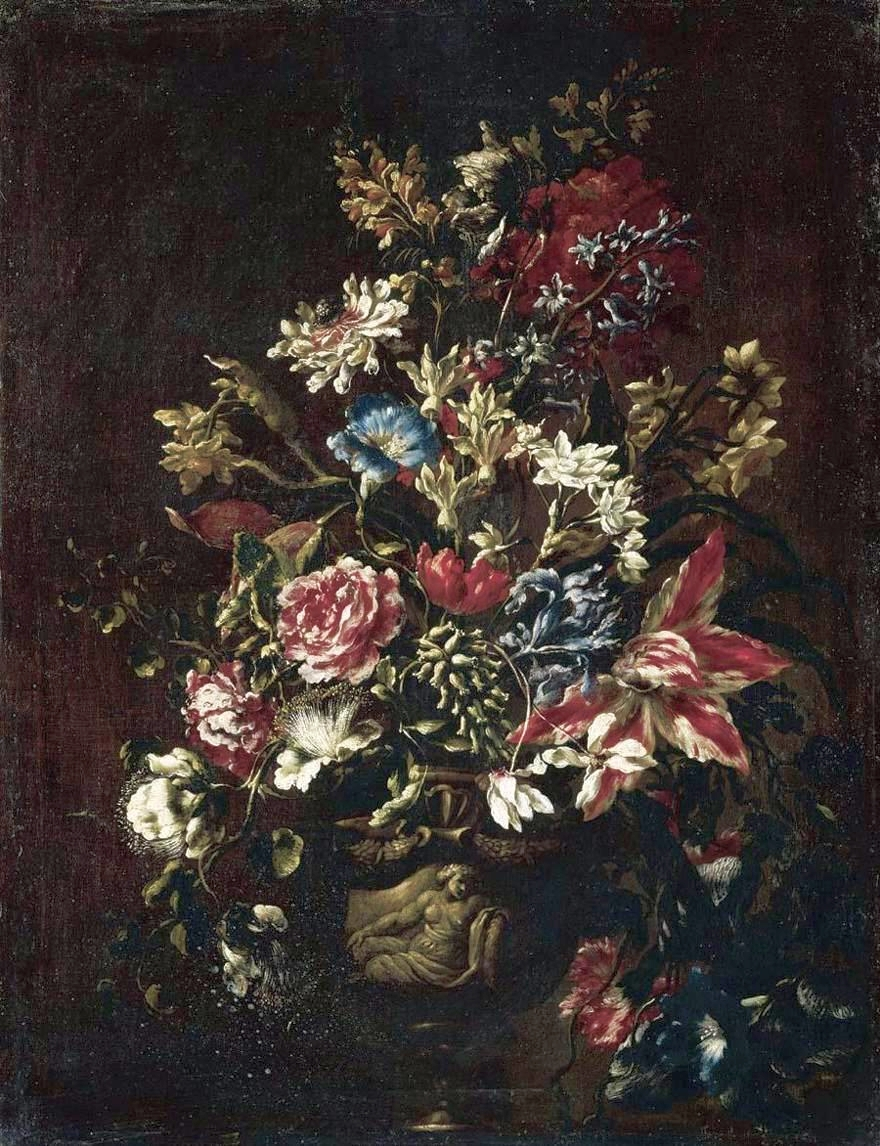
Blumen in einer Marmorvase mit Relief, Öl auf Leinwand, 66,8 × 51,0 cm, Privatsammlung
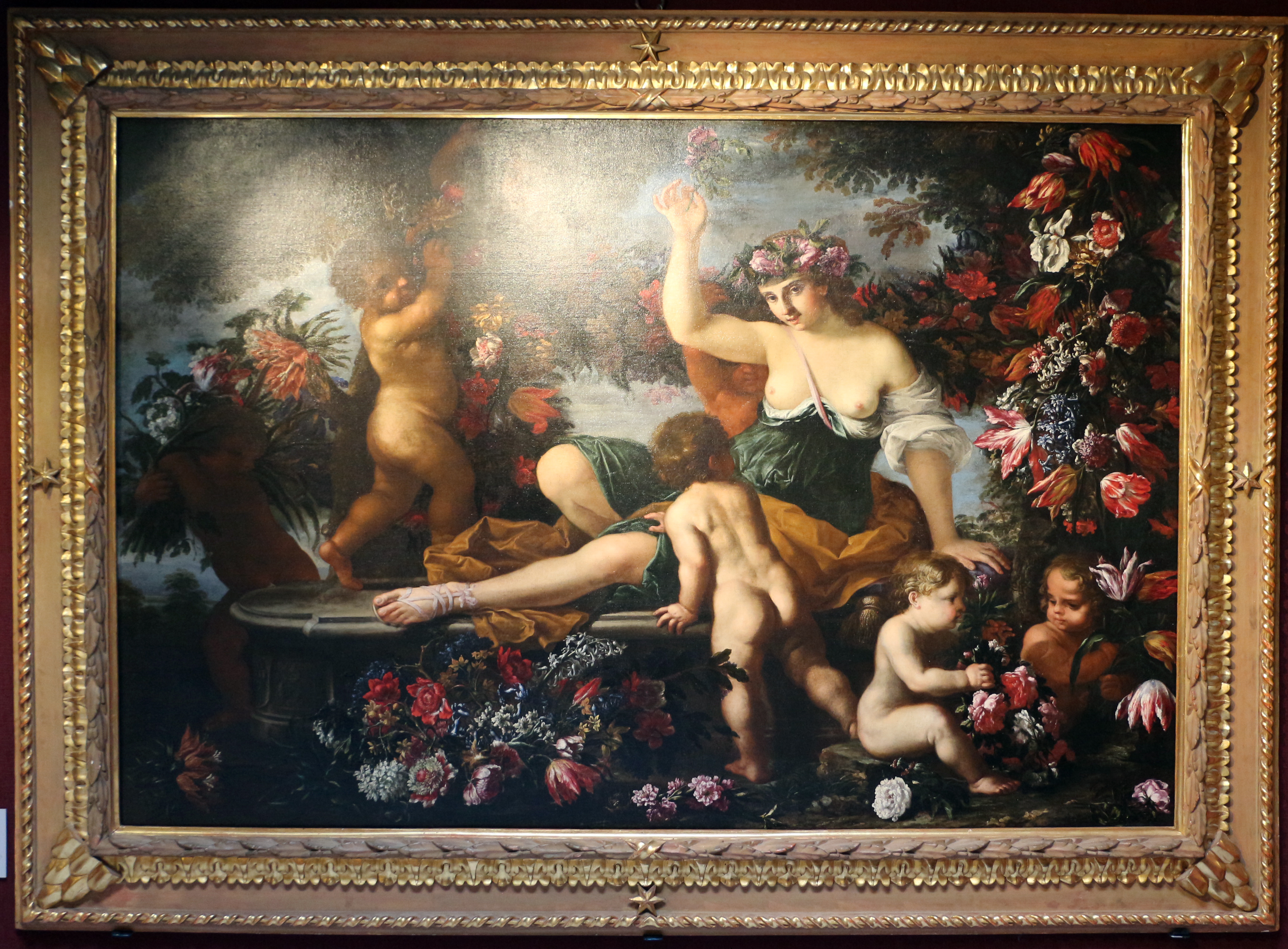
Mario Nuzzi und Filippo Lauri: Allegorie des Frühlings, 1658–59, Öl auf Spiegel, 150 × 250 cm, Palazzo Chigi, Ariccia
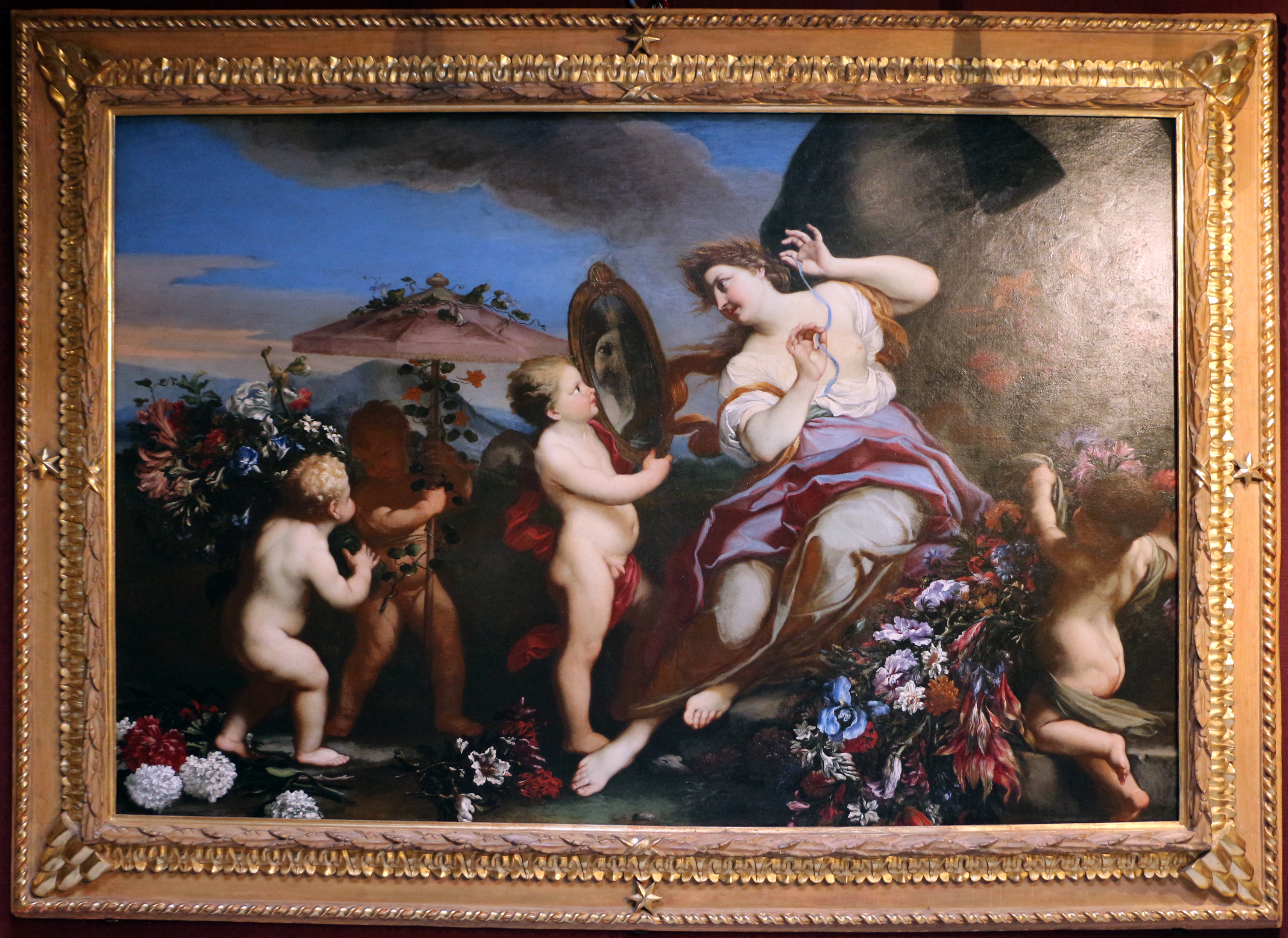
Mario Nuzzi und Carlo Maratta: Allegorie des Sommers, 1658–59, Öl auf Spiegel, 150 × 250 cm, Palazzo Chigi, Ariccia
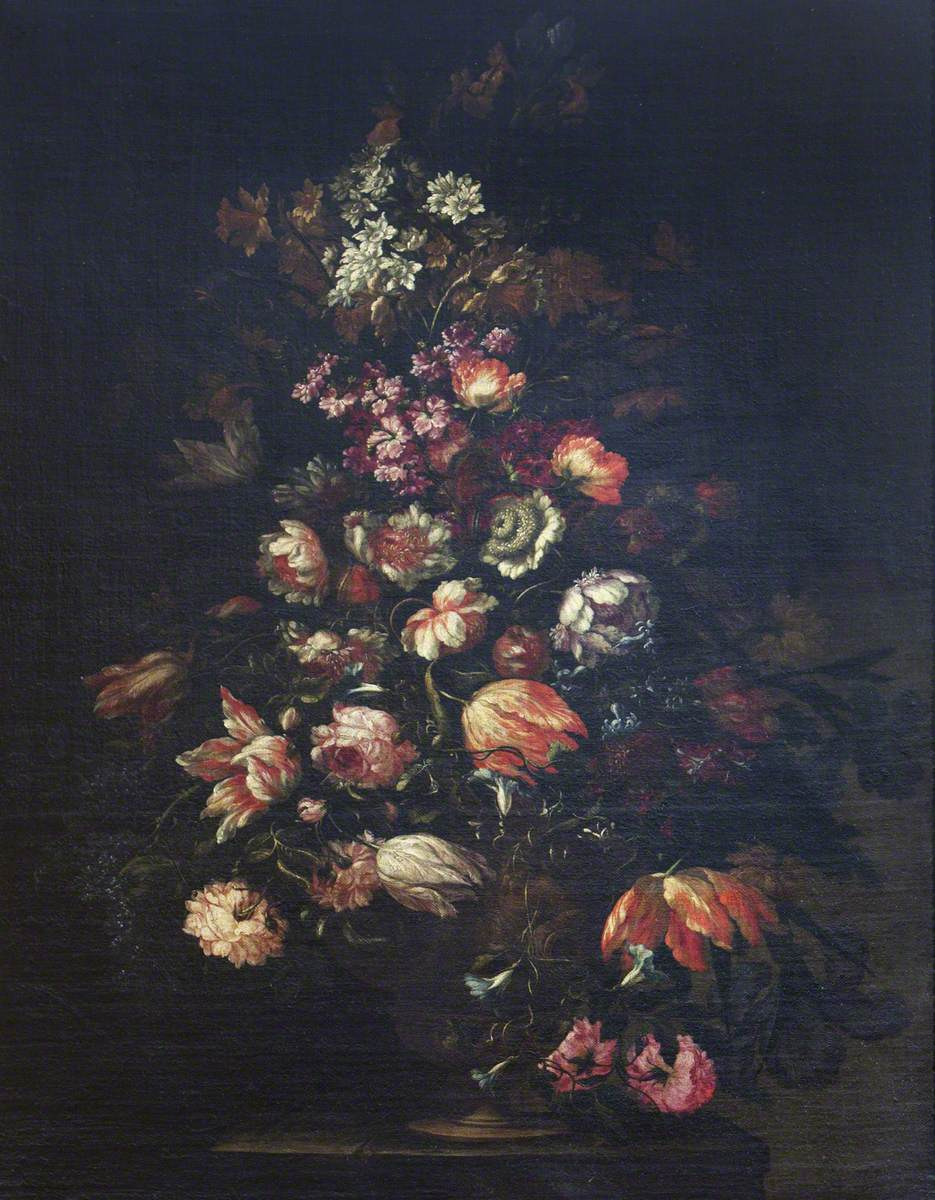
Blumenvase, Öl auf Leinwand, 168 × 125 cm, National Trust

## Werke (Auswahl)
- 2 Gemälde mit Blumen in antiken Silbervasen, Galleria Pallavicini, Rom
- Nelke, Tulpe, Winde und drei Kapernblüten in einer Glasvase, nach 1644, Galleria Palatina (Palazzo Pitti), Florenz
- Girlande mit Jakobs Traum, signiert und datiert 1650, Kloster San Lorenzo de El Escorial
- sieben Blumenstillleben, darunter fünf Supraporten (1640–42) für den ehemaligen Palacio del Buen Retiro, im Museo del Prado, Madrid:[6]
  - Kleines Blumenbouquet und zwei Glasvasen mit Tulpen und welkenden Iris,
  - Blumen mit Violine und Eichhörnchen,
  - Goldene Blumenvase und Blumenkorb mit einem Bund Zwiebeln,
  - Liegende Silbervase mit Blumen auf blauem Samt,
  - Blumenvase mit Schneebällen, Rosen, Tulpen und Sonnenblume.
- Die vier Jahreszeiten (gemalt auf Spiegel), 1658–59, Palazzo Chigi, Ariccia (gemeinsam mit: Filippo Lauri (Frühling), Carlo Maratta (Sommer), Giacinto Brandi (Herbst) und Bernardino Mei (Winter))
- Blumenvasen und Putti (gemalt auf Spiegel), um 1660, Galerie des Palazzo Colonna, Rom (gemeinsam mit Carlo Maratta)